# Jung Jin-hyuk
 Jung Jin-hyuk (ur. 5 sierpnia 1971) – południowokoreański zapaśnik w stylu wolnym. Srebrny medalista igrzysk Wschodniej Azji w 1997 roku. Dwa występy na mistrzostwach świata, szósty w 1997 i siódmy w 1998. Siódmy na igrzyskach azjatyckich w 1998. Piąty na mistrzostwach Azji w 1996.